# Liocoris tripustulatus
Liocoris tripustulatus – gatunek pluskwiaka z rodziny tasznikowatych i podrodziny Mirinae.
Ciało długości od 4 do 5 mm. Głowa węższa niż długość drugiego członu czułków. Tarczka i kilniki półpokryw kremowe do pomarańczowożółtych, a jasne z czarnymi obręczami i ciemnymi kolcami na goleniach.
Roślinami żywicielskimi wszystkich stadiów rozwojowych są pokrzywy.
Występuje w większości krajów Europy.